# Padre Roque
Roque Zimmermann, mais conhecido como Padre Roque (Santo Ângelo, 15 de dezembro de 1939 - Ponta Grossa, 17 de fevereiro de 2019) foi um padre, filósofo, escritor, professor universitário, sindicalista  e político brasileiro. Foi membro do Partido dos Trabalhadores (PT).

## Biografias

### Seminário e formação universitária
Nascido em Santo Cristo, interior do Rio Grande do Sul, iniciou sua vida acadêmica no Seminário São José cursando Filosofia na cidade de Passo Fundo. Em 1961, iniciou o curso de Letras na Universidade de Passo Fundo porém desistiu o curso no ano seguinte. No ano de 1963, mudou-se para Itália para estudar na Pontifícia Universidade Gregoriana (PUG) estudando Teologia até 1967. Em 1966, estudou alemão na Goethe-Institut, em Boppard, paralelamente ao curso de Teologia na Itália.
Retornou ao Brasil em 1968, retomando o curso de Letras e diplomando-se no ano seguinte. No ano de 1986, tornou-se mestre pela Fundação Escola de Sociologia e Política de São Paulo (FESPSP) na área de ciências da fundação.

### Militância política
Filiou-se ao Partido dos Trabalhadores (PT) em 1987 e dois anos depois tornou-se membro da diretoria do Sindicato dos Professores de Ensino Superior de Ponta Grossa (Sinpropar). Tornou-se professor da Universidade Estadual de Ponta Grossa (UEPG) na área de Filosofia.
Após ter sido das comissões diretoras do PT no Paraná, no ano de 1994 elegeu-se Deputado federal pelo estado com 19.790 votos. Teve atuação na Câmara dos Deputados, muito ligada em luta pelos direitos agrários e questões religiosas, sendo da base oposicionista à Fernando Henrique Cardoso (PSDB). Votou de maneira contrária a criação da Contribuição Provisória sobre Movimentação Financeira (CPMF) imposto proposto pelo governo tucano. No ano de 1998, foi reeleito Deputado federal pelo Paraná com 35.489 votos.
Foi criador da lei que promovia o restabelecimento das matérias de Filosofia e Sociologia no ensino médio. Apesar da matéria ter sido aprovada na Câmara e no Senado, FHC vetou a lei alegando a falta de profissionais da área no país, gerando muitas críticas ao governo.
Em 2002, candidatou-se ao cargo do Paraná em uma coligação composta por PT, Partido Comunista Brasileiro (PCB), Partido Comunista do Brasil (PCdoB), Partido Humanista da Solidariedade (PHS) e Partido Liberal (PL), tendo como candidato à vice-governador Emerson Nerone (PHS).  No pleito, angariou 842.399 votos (16,4% dos votos válidos) ficando em quarto lugar. No segundo turno apoiou Roberto Requião (PMDB) que venceu Alvaro Dias (PDT). Após a eleição de Requião, Zimmermann foi convidado para ser secretário do Trabalho, Emprego e Promoção Social do Paraná, onde promoveu debate com diversos sindicalistas e movimentos rurais, em especial o Movimento dos Trabalhadores Rurais Sem Terra (MST).
Já em 2006, candidatou-se a deputado estadual pelo paraná, obtendo 14.707 votos, com isso ocupando a suplência do PT na legislatura. Após a derrota, Zimmermann continuou com as suas atividades de sacerdócio e professor da UEPG, tanto na graduação quanto na pós-graduação. No ano seguinte, após divergências por questões regionais da burocracia petista, Zimmermann desfiliou-se do PT, após vinte anos no partido.
Em 2011, aposentou-se da carreira de professor na Universidade Estadual de Ponta Grossa.

## Morte
Padre Roque morreu em 17 fevereiro de 2019, aos 79 anos. Zimmermann estava internado na Unidade de terapia intensiva (UTI) do Hospital Geral da Unimed de Ponta Grossa desde o dia 31 de janeiro e sofria de problemas cardíacos e renais. Seu corpo foi sepultado em Santo Ângelo, interior do Rio Grande do Sul.

## Desempenho eleitoral
| Ano  | Cargo                       | Votos   | Resultado  | Ref.   |
| ---- | --------------------------- | ------- | ---------- | ------ |
| 1994 | Deputado federal do Paraná  | 19.790  | Eleito     | [ 7 ]  |
| 1998 | Deputado federal do Paraná  | 35.489  | Eleito     | [ 7 ]  |
| 2002 | Governador do Paraná        | 842.399 | Não eleito | [ 5 ]  |
| 2006 | Deputado estadual do Paraná | 14.707  | Suplente   | [ 14 ] |

## Obras publicadas
- Libertação Páscoa (1977).[20]
- América Latina, o não-ser: uma abordagem filosófica a partir de Enrique Dussel (1987).[21]
- Atuação parlamentar: 1996 - trabalhos/apresentados pelo deputado federal Padre Roque (1996).[22]
- Ensino religioso: uma grande mudança (1998).[23]